# コチャバンバ県
コチャバンバ県（コチャバンバけん、スペイン語: Departamento de Cochabamba）は、ボリビアのほぼ中央にある県。行政府所在地はコチャバンバ。他の主な町としてはサカバやトトラなどがある。北側がベニ県、南側がポトシ県とチュキサカ県、東側がサンタクルス県、西側がラパス県とオルロ県に接している。16の郡で構成されている。
県土の中央から西部にかけては、アンデス山脈中にあり、バジェ (valle,渓谷)地域に分類される。乾燥した温暖な気候であり、コチャバンバの平均気温は18度、年間降水量は約500mm。山地の標高は4,000mを越えている。果樹の栽培に適した気候で、ラパスなどのボリビア国内主要都市に農作物を供給している。これに対し、県の東部はアマゾン川の流域にあたる低平な地帯で、標高は500m以下となっている。熱帯気候で年間降水量も3,000mmを越える地域がある。
県全体としては、トウモロコシやジャガイモ、コムギ、オオムギなどの生産が多い。
県内にはコカ生産農家が多いチャパレ村がある。近年、アメリカ合衆国の麻薬撲滅政策の後押しを受けてボリビア政府はコカ栽培を他の作物の栽培に転換するよう指導している。しかし、1980年代から1990年代にかけて代替作物への転換に失敗したこともあり、コカ農家はこれに反発し、チャパレ地域ではしばしば暴動などの紛争が発生している。2007年1月にも地方自治権をめぐり、コカ農家がコチャバンバで暴動を起している。このため、日本国政府（外務省）は日本人旅行者などにこの地域への立ち入りをしないように求めている。
県内には、大規模な国立公園としてカラスコ国立公園が南東部に、イシボロ・セクレ国立公園が北部にある。

## 隣接する県
- ベニ県
- サンタクルス県
- チュキサカ県
- ポトシ県
- オルロ県
- ラパス県

## 下位行政区画
1. Arani Province
2. Arque Province
3. Ayopaya Province
4. Bolívar Province
5. Capinota Province
6. Carrasco Province
7. Cercado Province
8. Chapare Province

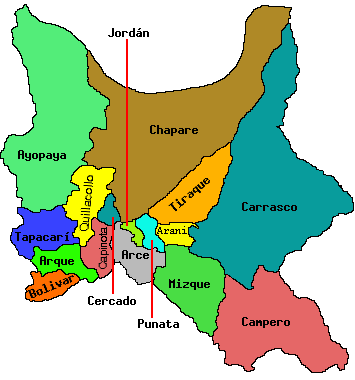
コチャバンバ県の郡

9. Esteban Arce Province
10. Germán Jordán Province
11. Mizque Province
12. Narciso Campero Province

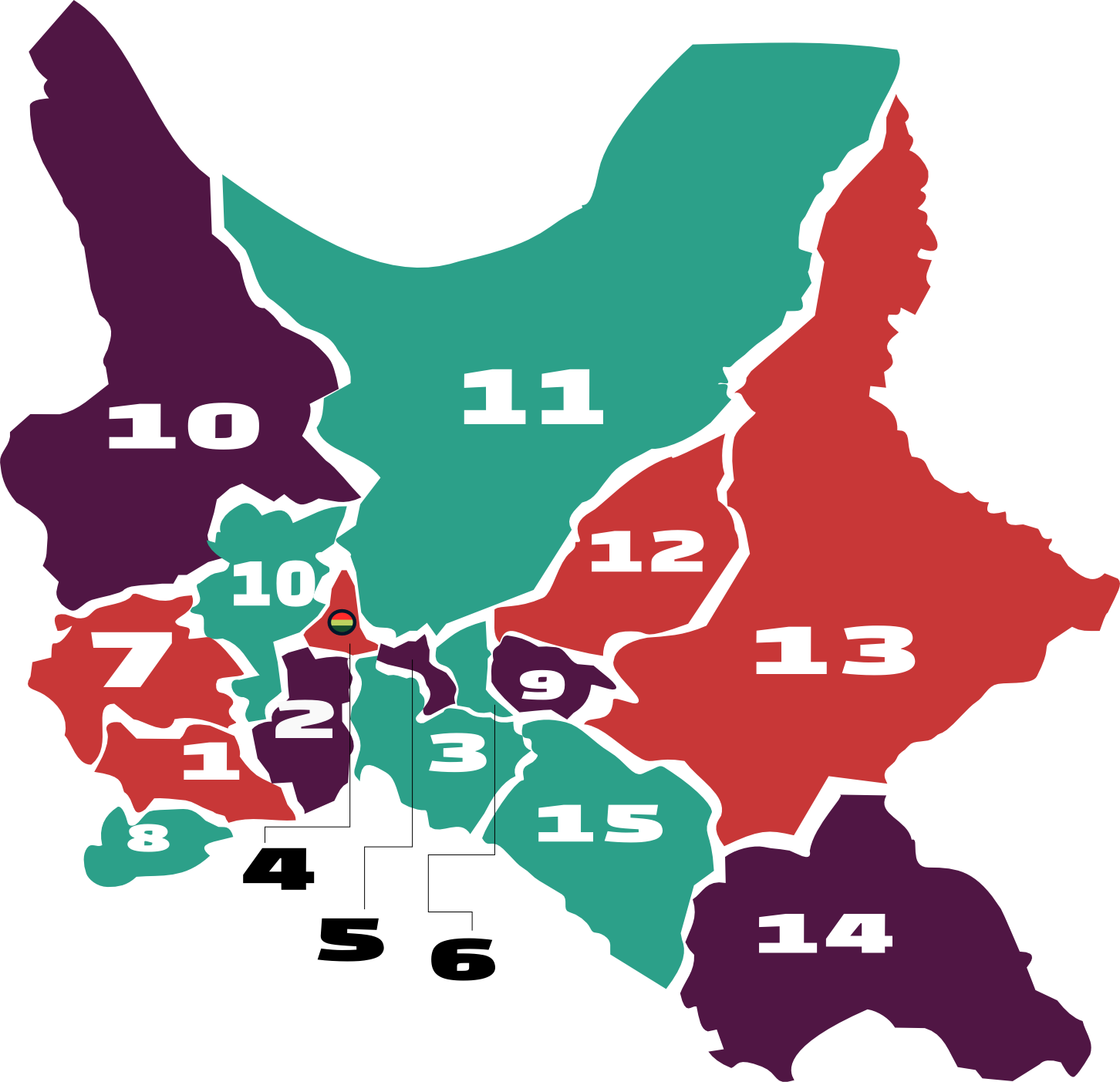
コチャバンバ県の郡

13. Punata Province
14. Quillacollo Province
15. Tapacarí Province
16. Tiraque Province